# Cardboard Box
"Cardboard Box" é o single de estreia do girl group britânico FLO de seu EP de estreia, The Lead (2022). O grupo co-escreveu a música ao lado de Savannah Jada e MNEK, o último dos quais também cuidou da produção da música. O single foi lançado para download digital e streaming pela Island Records em 24 de março de 2022 como o single principal do EP. Uma música pop e R&B, que apresenta os vocais harmonizados do grupo em uma batida inspirada no dancehall com elementos da música dos anos 2000. Liricamente, a música descreve a mudança de um parceiro romântico infiel. Após seu lançamento, a música ganhou popularidade através do Instagram, Twitter e TikTok.

## Antecedentes
Após sua formação em 2019, o grupo passou dois anos trabalhando em música com produtores, incluindo MNEK. "Cardboard Box" foi uma das primeiras canções trabalhadas durante essas sessões. O single foi lançado posteriormente em 24 de março de 2022. O videoclipe foi publicado no YouTube em 1º de abril de 2022, que ultrapassou 900 mil visualizações em poucos dias. Um tweet contendo um clipe do videoclipe também atraiu mais de 2 milhões de visualizações e 100 mil curtidas no Twitter.
O single foi elogiado nas mídias sociais por artistas consagrados, incluindo SZA, Missy Elliott, JoJo e Victoria Monét.
"Cardboard Box" foi eventualmente apresentada como o single principal de seu EP de estreia, The Lead (2022). Uma versão acústica da música foi lançada no YouTube e serviços de streaming em 27 de maio de 2022. O grupo também apresentou o single na Vevo DSCVR, juntamente com o segundo single de The Lead, "Immature". O grupo fez sua estreia na televisão em 7 de outubro de 2022, apresentando "Cardboard Box" no talk show norte-americano Jimmy Kimmel Live!  Um remix oficial intitulado "Cardboard Box (Happi Remix)" foi lançado em 7 de outubro de 2022.

## Créditos e equipe
- Vocais – Jorja, Renée, Stella
- Composição – Uzoechi Emenike, Jorja Douglas, Renée Downer, Savannah Jada, Stella Quaresma
- Produção – MNEK

## Tabelas musicais
| Tabela musical (2022)   | Melhor posição |
| ----------------------- | -------------- |
| Japão (Billboard Japan) | 17             |
| Nova Zelândia (RMNZ)    | 19             |
| Reino Unido (UK)        | 76             |

## Elogios
| Publicação   | Lista                           | Posição |
| ------------ | ------------------------------- | ------- |
| Apple Music  | As 100 melhores músicas de 2022 | 7       |
| Amazon Music | As 50 melhores músicas de 2022  | 40      |
| Complex UK   | As 50 melhores músicas de 2022  | 4       |
| Esquire      | As 45 melhores músicas de 2022  | 12      |
| PopBuzz      | As 20 melhores músicas de 2022  | 19      |
| The Guardian | As 20 melhores músicas de 2022  | 20      |
| NME          | As 50 melhores músicas de 2022  | 32      |
| Billboard    | As 100 melhores músicas de 2022 | 85      |

## Histórico de lançamento
| Região | Data                 | Formato(s)                 | Versão          | Gravadora | Ref.   |
| ------ | -------------------- | -------------------------- | --------------- | --------- | ------ |
| Várias | 24 de Março de 2022  | Download digital streaming | Original        | Island    | [ 26 ] |
| Várias | 27 de Maio de 2022   | Download digital streaming | Versão Acústica | Island    | [ 27 ] |
| Várias | 7 de Outubro de 2022 | Download digital streaming | Happi remix     | Island    | [ 28 ] |